# Artghal de Strathclyde
Artghal ou Artgha de Strathclyde, mort en 872, était un roi des Bretons de Strathclyde.

## Origine
Selon la généalogie des rois de Strathclyde ou d’Ath Clut du manuscrit Harleian MS 3859, Artghal est désigné comme le fils de Dumngual et le père de Run. Artghal est le premier roi depuis Dumngual III de Strathclyde (mort en 760) qui fasse l’objet d’entrée dans les Annales irlandaises ou les Annales Cambriae.

## Règne
Les sources irlandaises enregistrent en 870 l’expédition des rois Vikings de Dublin; Amlaíb and Ímar et le siège de quatre mois de Alt Clut qui se solde par la prise et le pillage de la ville. Les vainqueurs revinrent en Irlande avec 200 navires chargés de nombreux captifs, Pictes, Bretons et Angles .
Les Annales d'Ulster nous informent ensuite qu’Artghal peut être capturé lors de cette expédition fut tué à l’instigation de Constantin mac Kenneth. La même entrée le désigne sous le nom de « rex Britanorum Sratha Cluaidhe » c'est-à-dire « Roi des Bretons de Strathclyde » il s’agit du premier document employant ce terme.
La Chronique des Rois d'Alba nous révèle enfin que son fils Run avait épousé une fille de Kenneth Ier d'Écosse sœur du roi Constantin Ier d'Écosse.  Cette union préfigure la fusion du royaume brittonique d’Alt Clut avec le royaume scot d’Alba qui interviendra à la fin du siècle.

## Sources
- (en) Peter Bartrum, A Welsh classical dictionary: people in history and legend up to about A.D. 1000, Aberystwyth, National Library of Wales, 1993 (ISBN 9780907158738), p. 29 ARTHGAL ap DYFNWAL, king of Strathclyde. (d.872)
- (en) Alan MacQuarrie, The Kings of Strathclyde 400-1018 dans Medieval Scotland: Crown Lorship and Community, Essay Ouvrage collectif présenté par G.W.S. Barrow. p. 1-19 & Table p. 6 Edinburgh University Press (1998)  (ISBN 0-7486-1110-X).
- (en) Alfred P. Smyth Warlords and Holy Men, Scotland AD 80~1000 Edinburgh University Press (1984)  (ISBN 0-7486-0100-7). Table 2 p. 64
- (en) Marjorie Ogilvie Anderson Kings and Kingship in Early Scotland 3e réédition par John Donald Birlinn Ltd, Edinburgh (2011)  (ISBN 9781906566302)